# トム・ロビンソン (ラグビー選手)
トム・ロビンソン（Tom Robinson、1994年11月10日 - ）は、ラグビーユニオン選手。

## プロフィール
- ニュージーランド・ケリケリ出身[1]。
- ポジションはロック(LO)。
- 身長 198 cm、体重 110 kg

## 略歴
ケリケリ高校卒業後、ノースランド、ブルーズを経て、2023年、トヨタヴェルブリッツに加入。同年12月9日に行われたJAPAN RUGBY LEAGUE ONE第1節リコーブラックラムズ東京戦にて先発出場で日本での公式戦初出場を果たした。
2024年10月6日、トヨタヴェルブリッツ退団を発表した。